# 모하메드 압델라우에
모하메드 "모아" 압델라우에(Mohammed "Moa" Abdellaoue, 1985년 10월 23일, 오슬로 ~)는 모로코계 노르웨이인의 전 축구 선수로 과거 노르웨이 축구 국가대표팀에서 공격수로 활약했다. 그의 남동생은 공격수인 모스타파 "모스" 압델라우에이다.

## 클럽 경력

### 초기 경력
압델라우에는 하슬레-레뢴 IL과 스카이트 포트발에서 축구를 시작하였다. 2003년 스카이트의 1군에 합류하기전 그는 태어날때 왼발에 4개의 발가락만 가지고 태어남에 따라 왼발 교정 시술을 받았고, 이는 최고 클럽에서 축구를 하는데 결점이 되지 않았다. 2003년 6월 9일, 그는 회드와의 경기에서 교체 투입되어 데뷔전을 치렀다. 그의 시즌 4번째 경기에서, 그는 라우포스를 상대로 첫 골을 기록하여, 2-1 승리를 도왔다. 압델라우에는 스카이트와의 5시즌 동안 리그 40골을 득점하였고, 2004년과 2007년에는 팀의 득점 1위를 차지하였다. 그는 노르웨이 국가대표 U-19팀과 U-21팀에 각각 1회씩 출장하였고, U-18팀에 6번 출장하였다.

### 볼레렌가 IF
2007 시즌 말, 그는 볼레렌가 IF와 3년 계약을 맺고, 11월 15일에 새 팀으로 이적하였다. 그의 첫 시즌 동안, 그는 23경기 출장하였고, 1경기 페널티킥 해트트릭을 포함하여, 9골을 기록해 팀내 득점 1위가 되었다. 이 계기로, 그는 노르웨이 축구 국가대표팀에 발탁되어 아일랜드와의 경기에서 국가대표 데뷔 경기를 치렀다. 압델라우에는 2008년 노르웨이 컵에서 4-1로 승리한 스타백과의 결승전 2골을 포함하여, 총 6골을 득점하였다.

### 하노버 96
2010년 8월 17일, 볼레렌가 IF와 하노버 96은 압델라우에가 푸스볼-분데스리가의 하노버 96으로의 이적에 합의되었음을 공식 웹사이트에 발표하였다. 그는 4년 계약을 맺었고, 이적료는 €1.2–1.4M 사이에 책정되었다. 그는 아인트라흐트 프랑크푸르트와의 홈 경기에서 분데스리가 데뷔전을 치렀고, 하노버가 2-1로 승리하였다. 그는 2010년 8월 28일, FC 샬케 04 원정에서 첫골을 기록하였고, 팀은 2-1로 승리하였다. 바로 다음 경기인 바이어 04 레버쿠젠과의 경기에서 하노버 96 첫 홈경기 골을 기록하였지만, 2-0으로 앞서고도, 하노버는 승리를 쟁취하는데 실패하였다. 그 바로 다음 경기에서 그는 시즌 3호골을 득점하였고, 이 홈 경기에서 4-1로 승리하였다. 1. FC 카이저슬라우테른과의 다음 경기에서 그는 유일한 골을 득점하였다. 그는 분데스리가에서의 첫 시즌 동안 통산 10골을 기록하였고, 팀은 사상 최고 성적인 4위를 기록하였다.
2011-12 시즌의 분데스리가 1라운드 경기에서, 그는 TSG 1899 호펜하임을 상대로 30분에 득점하였다. 그는 10월 2일 SV 베르더 브레멘전에서 하노버 소속으로는 첫 해트트릭을 기록하였고, 하노버는 3-2로 승리를 쟁취하였다.

## 국가대표 경력
2008년 8월 20일, 그는 아일랜드전에서 노르웨이 축구 국가대표팀 데뷔전을 치렀다. 그의 첫 국가대표 경기 득점은 7번째 경기에서 기록하였는데, 이는 아이슬란드와의 UEFA 유로 2012 예선전 경기다.

## 수상
볼레렌가 IF
- 노르웨이 컵: 2008